# Henry Wallis

A morte de Chatterton, 1856

Henry Wallis (London, 21 de fevereiro de 1830 - Croydon, 20 de dezembro de 1916), foi um pintor, escritor e colecionista inglês.

## Biografia
Nascido em London em 21 de fevereiro de 1830, o nome e a ocupação de seu pai é desconhecida. Em 1845 sua mãe, Mary Anne Thomas, casou-se com Andrew Wallis, um próspero arquiteto londrino, Henry adotou o sobrenome do seu padrasto. Seus dotes artísticos foram influenciados pelo mesmo. Foi admitido para cursar pintura em uma escola artística em março de 1848. Também estudou em Paris no Marc-Charles-Gabriel Gleyre's atelier e na Academie des Beaux Arts, algum tempo entre 1849 e 1853.